# Вайно Вагінґ
Вайно Вагінґ (ест. Vaino Vahing; *15 лютого 1940, Араву, Тартумаа — †23 березня 2008, Тарту) — естонський письменник, прозаїк, психіатр та драматург. З 1973 був членом Спілки письменників Естонії.